# Khu cảnh quan Broumovsko
Khu cảnh quan Broumovsko (tiếng Séc: Chráněná krajinná oblast Broumovsko, viết tắt CHKO Broumovsko) là một khu vực được Cộng hòa Séc thành lập nhằm bảo vệ hệ sinh thái nằm ở phía đông bắc thị trấn Bohemia và ở phía trên so với biên giới Silesia. Khu cảnh quan được đặt theo tên của thị trấn Broumov. Với độ cao 785 m, đỉnh Čáp được ghi nhận là đỉnh cao nhất của Broumovsko.
Khu cảnh quan Broumovsko chính thức thành lập vào năm 1991. Trải qua nhiều thập kỉ bảo tồn và xây dựng, Broumovsko trở nên nổi tiếng với nhiều cảnh quan có giá trị về mặt thẩm mỹ và sinh thái, điển hình là khu vực kiến tạo từ đá sa thạch. Ngoài ra Broumovsko cũng có một số di sản văn hóa về kiến trúc tôn giáo và dân gian.
Broumovsko bao gồm hai khu vực có cấu tạo địa chất khác nhau là cao nguyên Police và lưu vực Broumov. Hai khu vực này được ngăn cách bởi các hẻm núi sâu và hẹp của Broumov. Một trong những cấu tạo địa chất ở đây là đá sa thạch cretiaceous, xuất hiện ở các cao nguyên đá rộng lớn, cao nguyên núi và địa hình đơn nguyên (ngọn đồi một bên thoai thoải một bên dốc). Hệ sinh thái ở hai khu vực này cũng có sự đối nghịch. Cụ thể, ở các hẻm sâu của lưu vực Broumov có phong phú các loài thưc vật quý hiếm, thảm thực vật núi cao, trong khi trên các cao nguyên đá lại xuất hiện chủ yếu là rừng thông khô và ẩm.
Khu vực Broumovsko được quản lý bởi các tu sĩ Benedictine đến từ tu viện Broumov qua nhiều thế kỉ. Bởi vậy, cảnh quan văn hóa nơi đây chịu ảnh hưởng sâu sắc của thời đại Baroque. Trong thế kỉ 18, người ta đã xây dựng mười nhà thờ Baroque với kiến trúc độc đáo xung quanh Broumov và trên lãnh thổ của dinh thự Broumov. Các công trình này hầu hết đều được thiết kế bởi các kiến trúc sư nổi tiếng cùng với cha con Christoph Dientzenhofer và Kilian Ignaz Dientzenhofer. Trong đó, các trang viên và dinh thự kiểu Bromov rất được chú ý.

## Các khu bảo tồn nhỏ
Các khu vực nhỏ hơn được bảo tồn nằm trong Broumovsko:
- Khu bảo tồn thiên nhiên quốc gia bao gồm: Núi đá Adršpach-Teplice là một trong những khu vực lớn nhất được tạo thành từ đá sa thạch ở Trung Âu, Sườn núi Broumov là một sườn núi đá dài 12 km và dốc về phía lưu vực Broumov.[5][6]
- Di tích Thiên nhiên Quốc gia: Polické stěny
- Khu bảo tồn thiên nhiên: Ostaš, Křížová cesta, Farní stráň
- Di tích thiên nhiên: Borek, Kočičí skály, Šafránová stráň, Mořská transgrese, Pískovcové sloupky

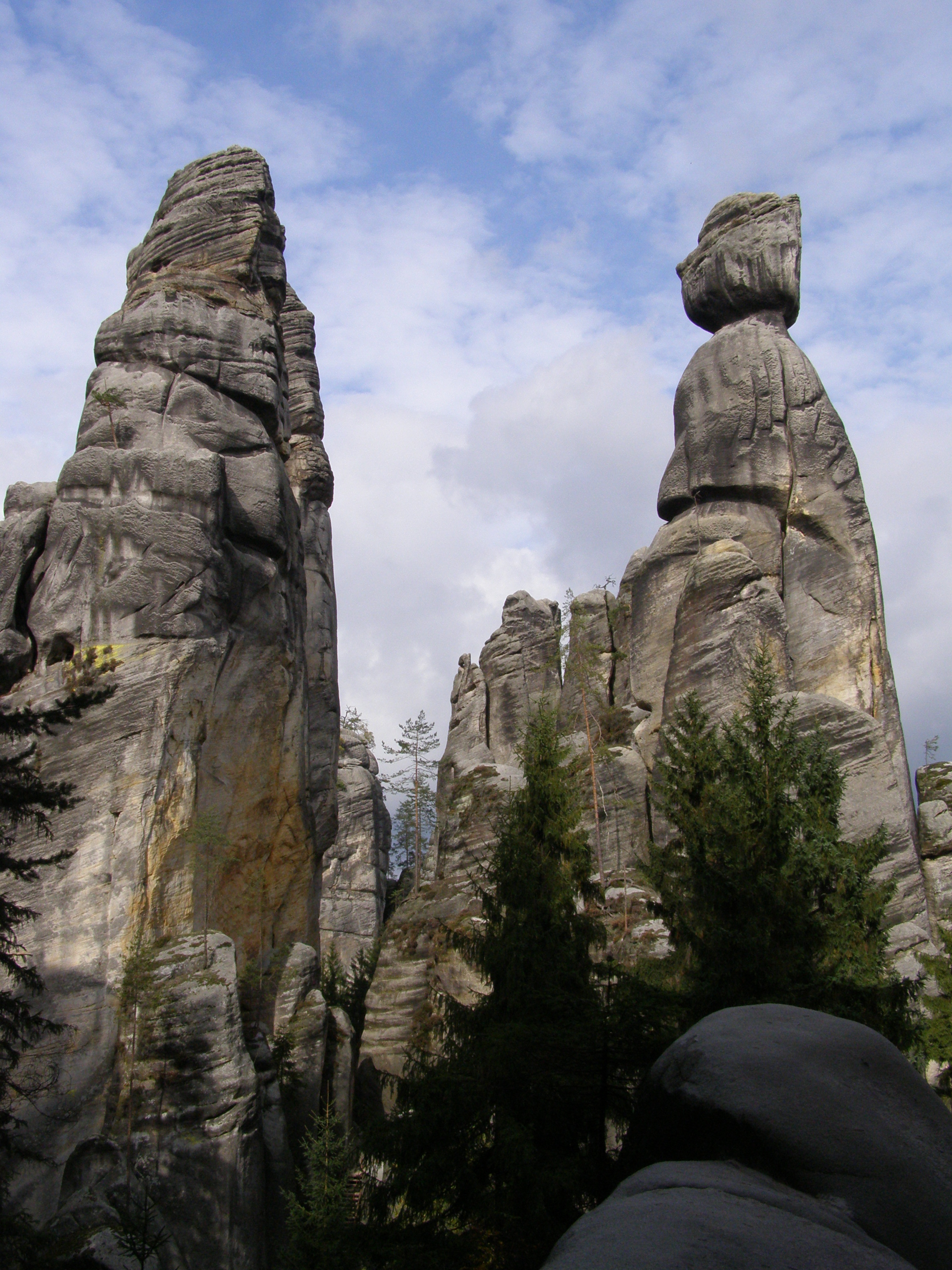
Đá Adršpach
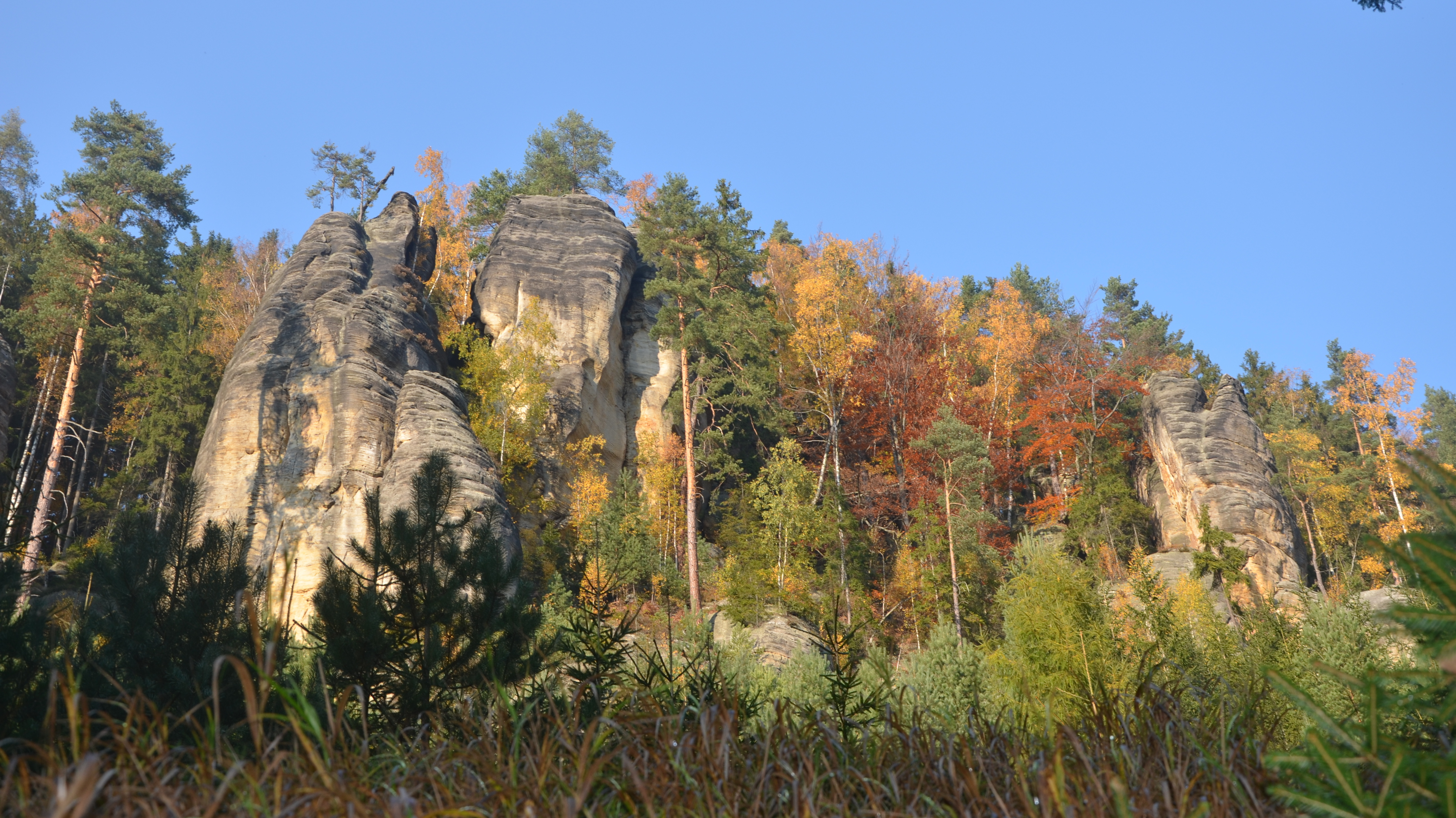
Đá Teplice
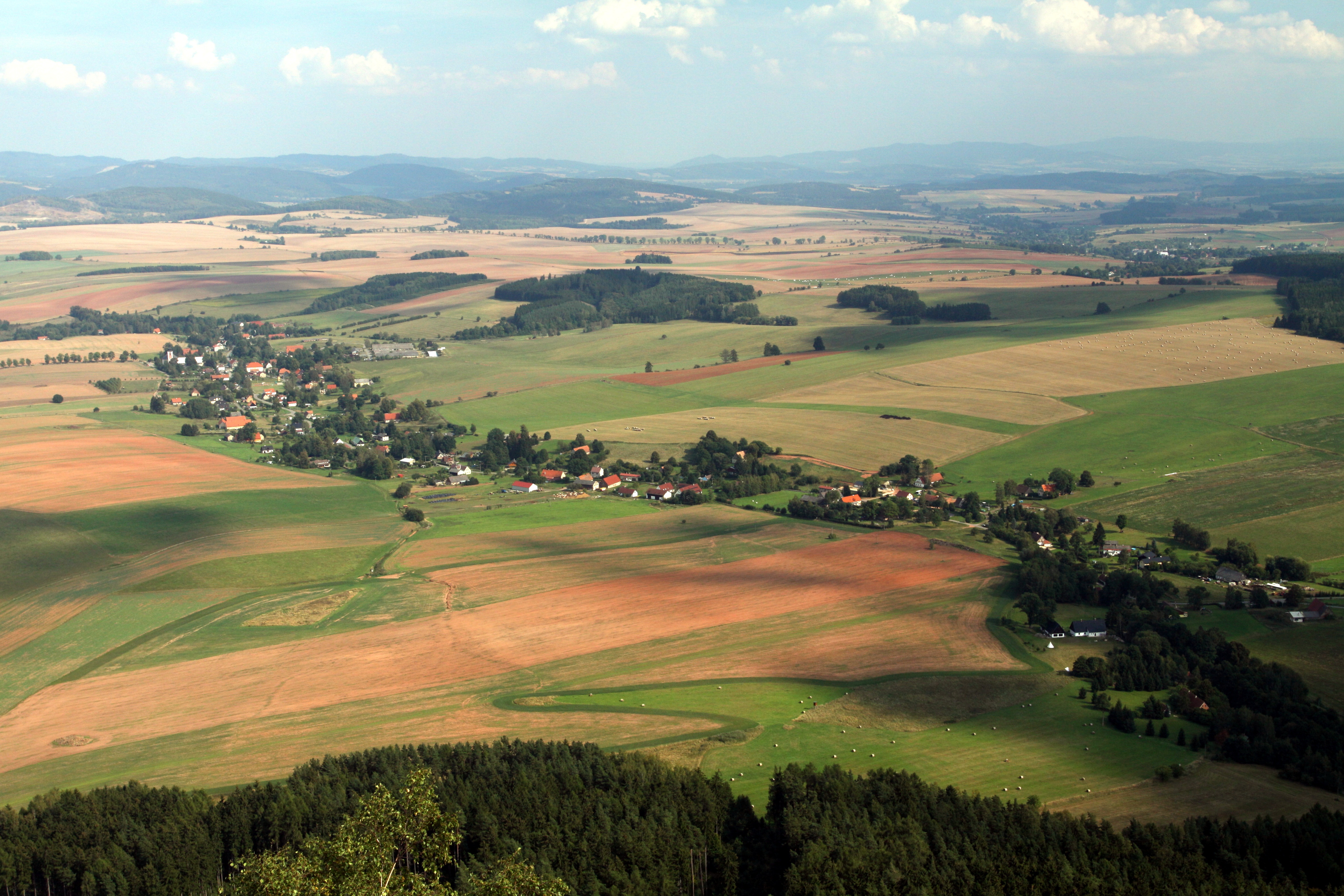
Božanov nhìn từ khu bảo tồn thiên nhiên quốc gia Broumovské stěny
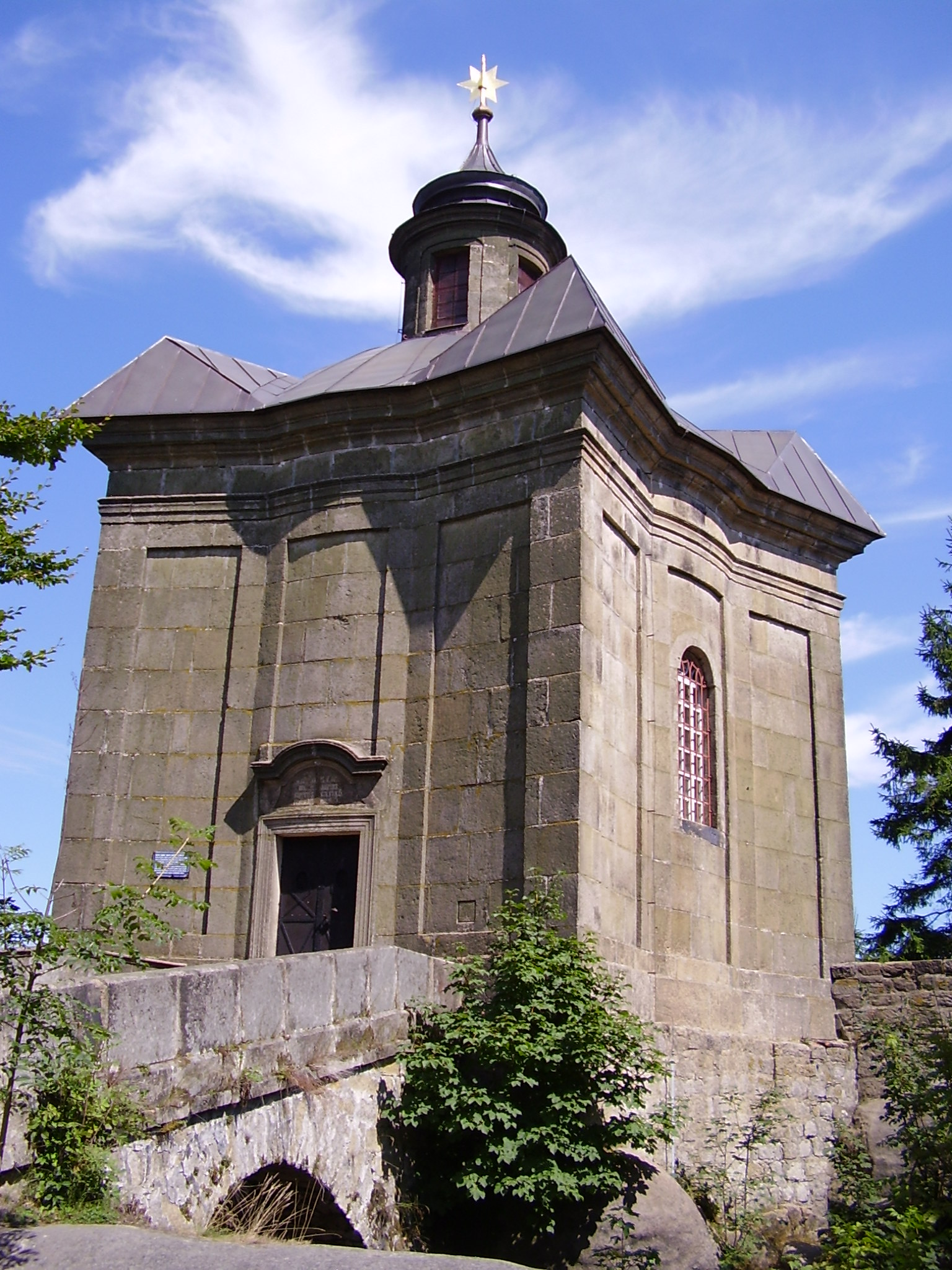
Nhà nguyện Hvězda (Broumovské stěny)
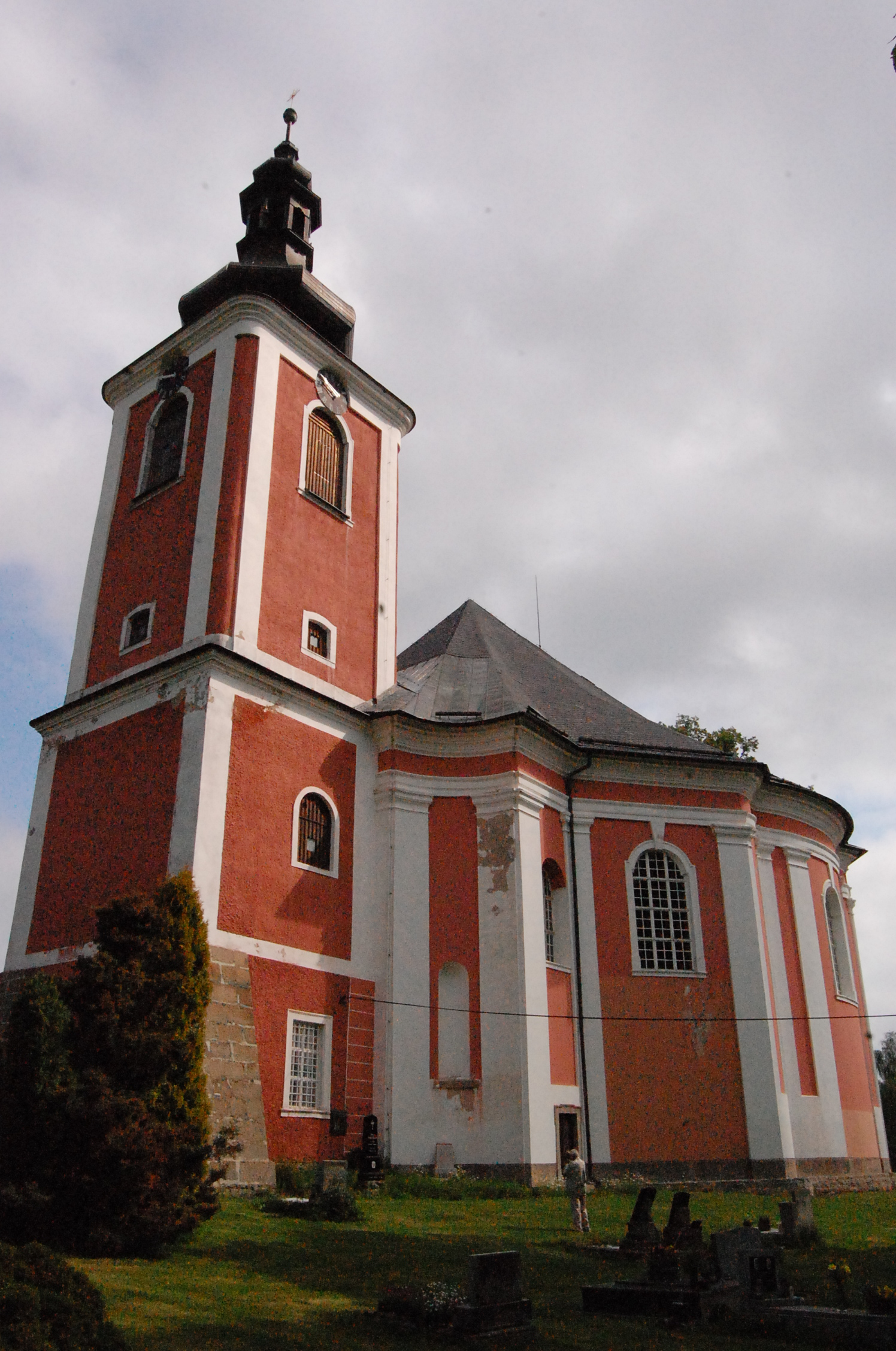
Nhà thờ Thánh Mary Magdalene ở Božanov
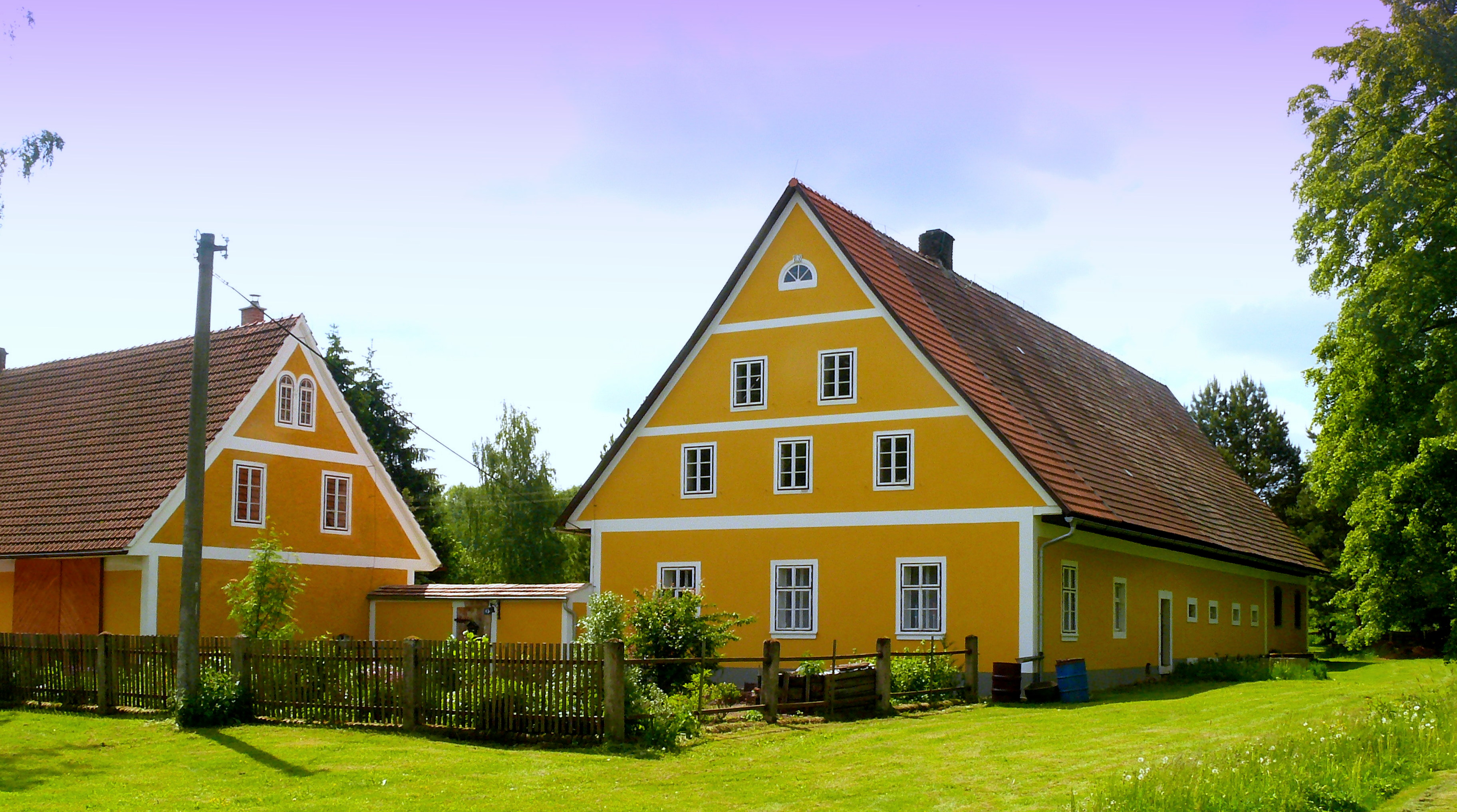
Kiến trúc dân gian Broumovsko